# Додиа, Атул
Атул Додиа (англ. Atul Dodiya; род. 20 января 1959, Бомбей, Индия) — современный индийский художник.

## Биография
Атул Додиа родился 20 января 1959 года в Бомбее, там же окончил школу искусств в 1982 году. Помимо нескольких персональных выставок в Индии, выставлялся в Gallery Apunto, Амстердам, в 1993 году. Участвовал в таких заметных групповых выставках как «The Richness of the Spirit» в Кувейте и Риме в 1986—1989 годах, «India — Contemporary Art» во Всемирном торговом центре в Амстердаме в 1989 году, «Exposition Collective» в Cite Intemationale Des Arts в Париже в 1992 году. Летом 2007 года Атул Додиа был приглашен участвовать в Документе, престижной международной выставке, которая происходит раз в пять лет в Касселе, Германия.

## Творчество
Атул Додиа стал известен в начале 1990-х годов благодаря гиперреалистичной живописи, изображающей жизнь индийцев среднего класса. С тех пор художник использовал много различных медиа, включая похожие на витрины инсталляции и признанную критиками живопись, выполненную на поверхности металлических штор, используемых для защиты витрин.
Его работы одновременно связаны с историей западного искусства и мифами, фольклором и популярной культуры Индии. Часто эти два мира сталкиваются забавными способами: фигура из индуистского эпоса Рамаяна, например, соседствует с живописью Мондриана (Sabari Shaking Mondrian), а Ганди — с Йозефом Бойсом.